# Yazaldes Nascimento
Yazaldes Valdemar Nascimento Alfonso (geb. 17. April 1986 in Lobata) ist ein ehemaliger são-toméisch-portugiesischer Leichtathlet. Er war spezialisiert auf den Sprint.

## Sport
Er trat bei den Olympischen Sommerspielen 2004 in Athen an und erreichte im Wettbewerb über 100 m Platz acht in den Vorläufen mit seiner Bestzeit von 11,00 s. Bei den Spielen diente er bei der Schlussfeier auch als Fahnenträger für São Tomé und Príncipe. Er trat ebenfalls bei den Weltmeisterschaften 2005 an.
Nascimento war ursprünglich in São Tomé und Príncipe aktiv, wo er mit 1,98 m den Landesrekord im Hochsprung aufstellte. Erst am 12. Juni 2007 erhielt er die portugiesische Staatsbürgerschaft.
Seine persönliche Bestzeit auf den 100 m von 10,16 s errang er 2015 in Madrid.